# أرون براون (لاعب كرة قدم أمريكية)
أرون براون (بالإنجليزية: Aaron Brown)‏ هو لاعب كرة قدم أمريكية أمريكي، ولد في 16 سبتمبر 1943 في بورت أرثر في الولايات المتحدة، وتوفي في 15 نوفمبر 1997 في هيوستن في الولايات المتحدة.

## وصلات خارجية
- أرون براون على موقع مرجع كرة القدم المحترفة.كوم (الإنجليزية)